# ماتيلدا 1 (دبابة)
ماتيلدا 1 (بالإنجليزية: Matilda I)‏ دبابة مشاة بريطانية استخدمت خلال الحرب العالمية الثانية (1939-1945)، صممت الدبابة عام 1935 من قبل شركة فيكرز أرمسترونغ البريطانية، وبدأ الإنتاج عام 1937 واستمر حتى 1940، وإجمالي ما انتج منها 140 دبابة.
سلحت دبابة ماتيلدا 1 برشاش فيكرز عيار 12.7 ملم ويتألف طاقمها من فردين هما سائق الدبابة والقائد، ويبلغ وزن الدبابة 11 طن بدرع تبلغ سماكته ما بين 10–60 ملم، كما جرى تجهيز الدبابة بمحرك فورد 8 اسطوانات سعة 3.6 لتر بقوة 70 حصان ويمنح المحرم سرعة قصوى للدبابة تصل إلى 12.87 كم بالساعة.

## التطوير
بدأ تطوير دبابة ماتيلدا 1 في 1935 حينما طلبت رئاسة الأركان البريطانية تصميما لدبابة رخيصة لا تتجاوز قيمتها 6,000 باوند إسترليني، وقد جاء التصميم الذي عمل عليه السير جون كاردن في شركة فيكرز أرمسترونغ لمركبة تزن 11 طن يتألف طاقمها من فردين ومسلحة برشاش آلي.

## الإنتاج
وضع مكتب الحرب البريطاني طلبا لتصنيع 120 دبابة ماتيلدا-1 في أبريل 1937، ثم وضع طلبا أخر في يناير 1939 لتصنيع 19 دبابة أخرى ، وأستمر الإنتاج الذي بدأ في عام 1937 حتى يناير 1939، بإجمالي عدد دبابات مصنعة بلغ 140 دبابة شاملة النموذج الأولي.

## التاريخ القتالي
جهزت الكتيبة المدرعة الرابعة والكتيبة المدرعة السابعة بدبابات ماتيلدا 1، وقد أرسلت الكتيبتان إلى فرنسا عام 1940 وذلك خلال الحرب العالمية الثانية حيت شكلا معا اللواء المدرع الأول ضمن القوة البريطانية التي أرسلت لدعم القوات الفرنسية.
وبلغ إجمالي عدد الدبابات في الكتيبتين نحو 112 دبابة في 10 مايو 1941
- الكتيبة الرابعة (55 دبابة)
  - 50 دبابة ماتيلدا-1
  - 5 دبابات فيكرز-6
- الكتيبة السابعة (57 دبابة)
  - 23 دبابة ماتيلدا-1
  - 27 دبابة ماتيلدا-2
  - 7دبابات فيكرز-6

وبحلول 21 مايو تسببت الأعطال الميكانيكية في خفض عدد الدبابات لتبلغ في الكتيبتين 88 دبابة منها 58 دبابة ماتيلدا-1 و16 دبابة ماتيلدا-2. شارك الفوجان في معركة أراس في 21 مايو 1941.

## هوامش
1. ↑  Fletcher, Matilda Infantry Tank p. 5
2. 1 2  Battistelli,Blitzkrieg Years 1939–40, P.72